# Buchnera candida
Buchnera candida är en snyltrotsväxtart som beskrevs av Spencer Le Marchant Moore. Buchnera candida ingår i släktet Buchnera och familjen snyltrotsväxter. Inga underarter finns listade i Catalogue of Life.